# Ağcabədi
Ağcabədi (anche scritta Ağcabadi, Aghjabedi o Aghjabadi) è una città dell'Azerbaigian, capoluogo dell'omonimo distretto.